# Жерар Ларше
Жерар Филип Рене Андре Ларше (фр. Gérard Philippe René André Larcher; Флер, 14. септембар 1949) француски је политичар који је тртенутни председник Сената од 2014. године, а претходно је ту функцију обављао од 2008. до 2011. године. Члан је републиканаца, био је сенатор за округ Ивлин од 1986. до 2004. године и поновно од 2007. године. Био је министар рада од 2004. до 2007. под предсједником Жаком Шираком . 

## Биографија

### Детињство и младост
Жерар Ларше је рођен у Флерсу, Орн, у римокатоличкој породици. Син је Филипа Ларшеа, директора фабрике текстила и бившег градоначелника Сен-Мишел-дес-Андаинеса, малог града у Орну. 
Након свог другог брака са Кристин Вејс, стоматологом, прешао је у протестантизам. Из овог брака рођено је троје деце: Ајмерик, Дороти и Шарлот. 
Дипломирао на Националној ветеринарској школи у Лиону (ЕНВЛ), Ларше је радио од 1974. до 1979. у француском тиму коњичких спортова. 

### Политичка каријера

#### Локални мандати
Године 1976. се придружио, као средњошколац, покрету младих голиста, јер се дивио Шарлу де Голу и подржавао политику оснивача Пете републике. 
Године 1983. изабран је за градоначелника Рамбујеа у округу Ивлин . Две године касније изабран је за регионалног одборника Ил де Франса. 
Дана 28. септембра 1986, Жерар Ларше је први пут изабран за сенатора за Ивлин, испред странке Скуп за републику (СЗР). Са 37 година био је један од најмлађих француских сенатора. Постављен је за секретара Сената 1989. године, поново је изабран за сенатора 1995. године и изабран за потпредседника Сената 1997. године. Године 2001. постављен је за председника Комисије за економска питања Сената. 

#### Министар у влади
У марту 2004. године, након правног пораза на регионалним изборима, Жерар Ларше је постављен за делегата министра за социјална питања у кабинету Жан-Пјера Рафарина. Задржао је место у влади у јуну 2005. године, након именовања Доминика де Вилпена за премијера. 
Маја 2007, нови председник, Ницола Саркози, предложио је да уђе у владу Франсое Фијона као министра пољопривреде, али Жерар Ларше је одбио ову понуду, јер је преферирао да се врати у сенат. У наредним месецима је припремио своју кандидатуру за председника Сената, како би наследио Кристијана Понселета. Дана 31. јула 2008. проглашен је кандидатом за примарног УНП-а за избор председника Сената, против бившег премијера Жан-Пјера Рафарина. Дана 24. септембра изабран је за кандидата УНП-а за председавање Сенатом са 78 гласова наспрам 56 гласова за Рафарина и 17 гласова за сенатора Филипа Маринија. 

#### Председник Сената
Жерар Ларше је изабран за председника Сената 1. октобра 2008, добивши 173 гласа према 134 гласа за кандидата социјалиста Жан-Пјера Бела.  
Левица је освојила апсолутну већину у Сенату на изборима за Сенат у септембру 2011. године, а Жан-Пјер Бел је изабран за председника Сената 1. октобра 2011. Добио је 179 гласова према 134 гласа за Ларшеа, који је био кандидат своје странке; кандидаткиња центриста, Валери Летард је добила 29 гласова. 
Након победе деснице на изборима за сенат у септембру 2014. године, Ларше је поново номинован на место председника Сената од стране чланова посланичке групе УНП-а, а изабран је за председника Сената 1. октобра 2014. 

## Политичка каријера
Владине функција
- Делегат министар за радне односе: 2004-2005
- Делегат министар за запошљавање, рад и запосленост код младих: 2005-2007

Сенаторски мандати
Сенат Француске
- Сенатор за Ивлин: 1986-2004
- Потпредседника Сената: 1997-2001
- Председник Комисије за економска питања у Сенату: 2001-2004
- Сенатор за Ивлин: 2004.
- Сенатор за Ивлин: од 2007.
- Председник Сената Француске: 2008-2011
- Председник Сената Француске: од 2014.

Регионални савет
- Регионални одборник Ил-де-Франса: 1985-1992

Општински савет
- Општински одборник Рамбујеа: од 1983. године
- Градоначелник Рамбујеа: 1983-2004
- Заменик градоначелника Рамбујеа: 2004-2007
- Градоначелник Рамбујеа: 2007-2014